# Eustictus morrisoni
Eustictus morrisoni är en insektsart som beskrevs av Knight 1925. Eustictus morrisoni ingår i släktet Eustictus och familjen ängsskinnbaggar. Inga underarter finns listade i Catalogue of Life.